# Rivolta tibetana del 1959
La rivolta tibetana del 1959 (1959年西藏起義T, 1959年西藏起义S) o la ribellione tibetana del 1959 (1959年藏區騷亂T, 1959年藏区骚乱S) iniziò il 10 marzo 1959 in seguito allo scoppio di una rivolta a Lhasa, la capitale del Tibet, all'epoca sotto l'effettivo controllo della Repubblica popolare cinese (RPC) in seguito all'accordo raggiunto nell'"Accordo dei diciassette punti" nel 1951.

## Storia
All'inizio del 1956, nelle regioni del Kham e dell'Amdo, che erano state sottoposte a riforme socialiste, erano già scoppiati conflitti armati tra la guerriglia tibetana e l'Esercito Popolare di Liberazione. La guerriglia in seguito si diffuse in altre aree del Tibet e durò fino al 1962. Nel frattempo Mao Zedong e il Partito Comunista Cinese avevano lanciato la "Campagna anti-destra" nel 1957 e il "Grande balzo in avanti" nel 1958. Alcuni considerano l'incidente Xunhua del 1958 come causa scatenante della rivolta tibetana.
La rivolta iniziò nel 1959 in un contesto di tensioni generali fra cinesi e tibetani inaspriti inoltre dal timore dei manifestanti tibetani che il governo comunista cinese potesse arrestare il 14º Dalai Lama. Le proteste furono alimentate anche dal sentimento anti-cinese e dal separatismo. All'inizio la rivolta consisteva in proteste per lo più pacifiche, ma gli scontri scoppiarono rapidamente: l'Esercito Popolare di Liberazione Cinese alla fine ricorse alla forza per controllare i manifestanti, alcuni dei quali erano armati. L'opposizione aumentò notevolmente il 10 marzo 1959. Le ultime fasi della rivolta videro pesanti combattimenti, con elevate perdite fra i civili e i militari. Il 14º Dalai Lama fuggì da Lhasa, accompagnato da circa 80 000 persone, ricchi, poveri, monaci e laici, rifugiandosi in India, e la città tornò sotto il controllo delle forze di sicurezza cinesi il 23 marzo 1959. Migliaia di persone furono uccise durante la rivolta del 1959, anche se il numero esatto è controverso. Molti stimano che siano stati uccisi 87 000 tibetani e che siano stati distrutti fino a 6 000 monasteri e santuari.
Ogni anno, il 10 marzo, anniversario della rivolta, viene celebrato dagli esuli tibetani come la "Giornata della rivolta tibetana" e la "Giornata della rivolta delle donne". Il 19 gennaio 2009, come "contropropaganda", il corpo legislativo della Regione Autonoma del Tibet, controllato dalla RPC, ha scelto il 28 marzo come anniversario della "Giornata dell'emancipazione dei servi".